# Rudy Galli
Rudy Galli (Tirano, 21 settembre 1983) è un ex snowboarder italiano.

## Biografia
Nato a Tirano, in provincia di Sondrio, nel 1983, nel 2000, a 16 anni partecipa ai Mondiali juniores di Berchtesgaden, in Germania, arrivando 25º nello slalom gigante parallelo e 29º nello slalom parallelo. Nello stesso anno, il 10 marzo, debutta in Coppa del Mondo a San Candido, nello slalom parallelo.
Nel 2001 termina 8º nello slalom gigante parallelo e 9º nello slalom parallelo ai Mondiali juniores di Nassfeld-Hermagor, in Austria. L'anno successivo è invece argento nello slalom gigante parallelo a Rovaniemi, in Finlandia.
Nel 2003 prende parte al suo primo Mondiale, a Kreischberg, in Austria, dove conclude 17º nello slalom gigante parallelo e 25º nello slalom parallelo. Nello stesso anno diventa campione mondiale juniores nello slalom gigante parallelo a Prato Nevoso.
Ai Mondiali 2005 a Whistler, in Canda, è 37º nello slalom parallelo, mentre non termina la gara di slalom gigante parallelo.
A 22 anni prende parte ai Giochi olimpici di Torino 2006, nello slalom gigante parallelo, cadendo nel 1º turno della fase di qualificazione e venendo squalificato.
Nel 2007 ai Mondiali di Arosa, in Svizzera arriva 24º nello slalom gigante parallelo e 33º nello slalom parallelo.
2 anni dopo, a Gangwon, in Corea del Sud, chiude 30º nello slalom gigante parallelo e 20º nello slalom parallelo.
Termina la carriera nel 2013, a 29 anni, chiudendo con due medaglie ai Mondiali juniores.
Dopo il ritiro è diventato allenatore.

## Palmarès

### Mondiali juniores
- 2 medaglie:
  - 1 oro (slalom gigante parallelo a Prato Nevoso 2003)
  - 1 argento (slalom gigante parallelo a Rovaniemi 2002)

### Coppa del Mondo
- Miglior piazzamento nella Coppa del Mondo di parallelo: 29º nel 2004